# Fleury Di Nallo
Fleury Di Nallo (ur. 20 kwietnia 1943 w Lyonie) – francuski piłkarz grający na pozycji napastnika. W swojej karierze rozegrał 10 meczów w reprezentacji Francji, w których strzelił 8 goli.

## Kariera klubowa
Swoją karierę piłkarską Di Nallo rozpoczął w klubie Olympique Lyon. W 1960 roku awansował do kadry pierwszej drużyny Lyonu. 20 sierpnia 1960 zadebiutował w jego barwach w pierwszej lidze francuskiej w przegranym 0:2 wyjazdowym meczu ze Stade de Reims. Od sezonu 1961/1962 był podstawowym zawodnikiem Lyonu. Swój pierwszy sukces z tym klubem osiągnął w sezonie 1963/1964, w którym zdobył Puchar Francji. Po ten puchar sięgał również w sezonach 1966/1967 oraz 1972/1973. W Lyonie grał do końca 1974 roku. W klubie tym rozegrał 413 ligowych meczów, w których strzelił 182 gole.
Na początku 1975 roku Di Nallo odszedł z Lyonu do podparyskiego klubu Red Star 93. Latem tamtego roku ponownie zmienił klub i został zawodnikiem Montpellier HSC. Po sezonie 1976/1977 zakończył w nim swoją karierę.
| Sezon   | Klub            | Kraj    | Rozgrywki  | Mecze | Bramki |
| ------- | --------------- | ------- | ---------- | ----- | ------ |
| 1960/61 | Olympique Lyon  | Francja | Division 1 | 7     | 1      |
| 1961/62 | Olympique Lyon  | Francja | Division 1 | 34    | 18     |
| 1962/63 | Olympique Lyon  | Francja | Division 1 | 30    | 10     |
| 1963/64 | Olympique Lyon  | Francja | Division 1 | 23    | 10     |
| 1964/65 | Olympique Lyon  | Francja | Division 1 | 34    | 13     |
| 1965/66 | Olympique Lyon  | Francja | Division 1 | 37    | 15     |
| 1966/67 | Olympique Lyon  | Francja | Division 1 | 37    | 14     |
| 1967/68 | Olympique Lyon  | Francja | Division 1 | 37    | 18     |
| 1968/69 | Olympique Lyon  | Francja | Division 1 | 4     | 0      |
| 1969/70 | Olympique Lyon  | Francja | Division 1 | 22    | 13     |
| 1970/71 | Olympique Lyon  | Francja | Division 1 | 36    | 21     |
| 1971/72 | Olympique Lyon  | Francja | Division 1 | 38    | 17     |
| 1972/73 | Olympique Lyon  | Francja | Division 1 | 33    | 17     |
| 1973/74 | Olympique Lyon  | Francja | Division 1 | 32    | 13     |
| 1974/75 | Olympique Lyon  | Francja | Division 1 | 9     | 2      |
| 1974/75 | Red Star 93     | Francja | Division 1 | 12    | 5      |
| 1975/76 | Montpellier HSC | Francja | Division 2 | 23    | 21     |
| 1976/77 | Montpellier HSC | Francja | Division 2 | 21    | 6      |
| 1977/78 | Montpellier HSC | Francja | Division 2 | 6     | 1      |

## Kariera reprezentacyjna
W reprezentacji Francji Di Nallo zadebiutował 11 listopada 1962 w przegranym 2:3 towarzyskim meczu z Węgrami. W swojej karierze grał w eliminacjach do Euro 64, Euro 68 i Euro 72. Od 1962 do 1971 roku rozegrał w kadrze narodowej 10 meczów i zdobył w nich 8 bramek.
| Mecze i gole w reprezentacji | Mecze i gole w reprezentacji | Mecze i gole w reprezentacji | Mecze i gole w reprezentacji | Mecze i gole w reprezentacji | Mecze i gole w reprezentacji | Mecze i gole w reprezentacji |
| #                            | Data                         | Stadion                      | Rywal                        | Wynik                        | Gol                          | Rozgrywki                    |
| 1962                         | 1962                         | 1962                         | 1962                         | 1962                         | 1962                         | 1962                         |
| ---------------------------- | ---------------------------- | ---------------------------- | ---------------------------- | ---------------------------- | ---------------------------- | ---------------------------- |
| 1.                           | 11.11.1962                   | Paryż, Francja               | Węgry                        | 2:3                          | 2                            | towarzyski                   |
| 1963                         |                              |                              |                              |                              |                              |                              |
| 2.                           | 28.04.1963                   | Paryż, Francja               | Brazylia                     | 2:3                          | 1                            | towarzyski                   |
| 1964                         |                              |                              |                              |                              |                              |                              |
| 3.                           | 23.05.1964                   | Budapeszt, Węgry             | Węgry                        | 1:2                          | 0                            | el. ME 1964                  |
| 1966                         |                              |                              |                              |                              |                              |                              |
| 4.                           | 22.10.1966                   | Paryż, Francja               | Polska                       | 2:1                          | 1                            | el. ME 1968                  |
| 1967                         |                              |                              |                              |                              |                              |                              |
| 5.                           | 17.09.1967                   | Warszawa, Polska             | Polska                       | 4:1                          | 2                            | el. ME 1968                  |
| 6.                           | 27.09.1967                   | Berlin, RFN                  | RFN                          | 1:5                          | 0                            | towarzyski                   |
| 7.                           | 28.10.1967                   | Nantes, Francja              | Belgia                       | 1:1                          | 0                            | el. ME 1968                  |
| 1968                         |                              |                              |                              |                              |                              |                              |
| 8.                           | 06.04.1968                   | Marsylia, Francja            | Jugosławia                   | 1:1                          | 1                            | el. ME 1968                  |
| 9.                           | 24.04.1968                   | Belgrad, Jugosławia          | Jugosławia                   | 1:5                          | 1                            | el. ME 1968                  |
| 1971                         |                              |                              |                              |                              |                              |                              |
| 10.                          | 24.04.1971                   | Budapeszt, Węgry             | Węgry                        | 1:1                          | 0                            | el. ME 1972                  |